# Giovanni D'Anzi
Giovanni D'Anzi (n. 1 ianuarie 1906, Milano, Regatul Italiei – d. 15 aprilie 1974, Santa Margherita Ligure, Liguria, Italia) a fost un muzician și cântăreț italian care a folosit dialectul milanez⁠(d).
A fost autorul celebrei melodii O, mia bela Madunina. De asemenea, a scris unele melodii pentru coloanele sonore ale mai multor filme italiene.
A fost înmormântat în Cimitirul Monumental din Milano.

## Cântece compuse
În colaborare cu Alfredo Bracchi el a scris următoarele cântece: 
- 1932 - Rumba paesana (în italiană)
- 1932 - Nustalgia de Milan (în dialectul milanez)
- 1934 - Cinemà, frenetica passion (în italiană)
- 1935 - O, mia bela Madunina (în dialectul milanez)
- 1937 - Bambina innamorata (în italiană)
- 1939 - Lassa Pur Ch'el Mund El Disa (în dialectul milanez)
- 1939 - I Tusann de Milan (în dialectul milanez)
- 1939 - Quand Sona i Campann (în dialectul milanez)
- 1940 - Duard, fa no el baûscia (în dialectul milanez)
- 1941 - La Gagarella del Biffi Scala (în dialectul milanez)
- 1941 - El Tumiami de Luret (în dialectul milanez)
- 1941 - Mattinata fiorentina (în italiană)
- 1941 - Tu non mi lascerai (în italiană)
- 1941 - Voglio vivere così (text de Tito Manlio; în italiană)
- 1944 - Casetta mia (în italiană)
- 1948 - Malinconia d'amore (în italiană)
- 1955 - Per Amôr del Ciel (în dialectul milanez)
- 1969 - Sentiss ciamà papà (în dialectul milanez)
- 1969 - El Biscella (în dialectul milanez)
- 1977 - Quater Pass in Galleria (în dialectul milanez)